# Hubert Julien-Laferrière
Pour les articles homonymes, voir Famille Julien-Laferrière.
Hubert Julien-Laferrière, né le 27 février 1966 à Boulogne-Billancourt (Hauts-de-Seine), est un homme politique français.
D'abord membre du Parti socialiste à partir de la fin des années 1980, il est maire du 9e arrondissement de Lyon de 2003 à 2008, vice-président du Grand Lyon de 2008 à 2014, puis de nouveau maire du 9e arrondissement de Lyon jusqu'en 2017.
Après avoir rejoint La République en marche (LREM), il est élu député dans la 2e circonscription du Rhône lors des élections législatives françaises de 2017. Il quitte LREM en mars 2020 et, à l'Assemblée nationale, passe en mai 2020 du groupe LREM au nouveau groupe Écologie démocratie solidarité, dont il est porte-parole. Il rejoint Génération écologie en 2021 dont il devient porte-parole jusqu’en 2022 et qu’il quitte en 2023. Il est réélu député en juin 2022 et est membre du groupe Écologiste jusqu’en février 2024. De 2022 à 2024, il est secrétaire de l’Assemblée nationale.
En 2023, il est visé par une information judiciaire en raison de soupçons de corruption par des puissances étrangères dont le Qatar ; il est mis en examen pour corruption et trafic d'influence en juillet 2024.
Il ne se représente pas aux élections législatives anticipées de 2024, lesquelles précipitent sa retraite de la vie politique et sa reconversion dans l'action en faveur des grands singes.

## Biographie

### Jeunesse et études
Titulaire de deux diplômes d'études approfondies (DEA) en droit public et en droit international, Hubert Julien-Laferrière est spécialiste du développement et de la coopération internationale ainsi que des questions de logement et politique de la ville.

### Parcours professoral
De 1997 à 2002, il est chargé de cours en droit communautaire et politiques européennes aux universités Lyon-II et Lyon-III.
Il rejoint ensuite l'Institut d'études politiques de Lyon où il est d'abord chargé de cours en master « management du secteur public » jusqu'en 2011, avant d'être maître de conférences associé, responsable pédagogique du master 2 « coopération et développement Maghreb-Moyen-Orient » jusqu'en 2015.

### Parcours politique
Il s’engage au Parti socialiste à la fin des années 1980, en marge des manifestations étudiantes contre le projet de loi Devaquet.
Proche de Gérard Collomb qu’il rencontre à l’université d’été du PS à Ramatuelle, il est élu conseiller municipal de Lyon en 1995 et devient son adjoint aux relations internationales en 2001. De 2003 à 2008, il est maire du 9e arrondissement de Lyon et conseiller communautaire du Grand Lyon, délégué à la coopération internationale. De 2008 à 2014, il est vice-président du Grand Lyon, délégué à la coopération et à la solidarité internationale et président de la commission coopération-développement de l'organisation mondiale des pouvoirs locaux, Cités et Gouvernements locaux unis (CGLU).  
Le 12 avril 2014, après la victoire de Gérard Collomb du 30 mars précédent, Hubert Julien-Laferrière est de nouveau élu maire du 9e arrondissement de Lyon.
En juin 2017, lors des élections législatives, Hubert Julien-Laferrière est élu député de la 2e circonscription du Rhône sous l'étiquette La République en marche au 2e tour avec 53,00 % des voix face à Nathalie Perrin-Gilbert (DVG). Conformément à la loi interdisant le cumul de mandats, il démissionne de sa fonction de maire d'arrondissement.
En septembre 2019, avec d'autres députés de l'aile gauche du groupe LREM, il signe une tribune appelant à répartir les migrants dans les zones rurales en pénurie de main-d'œuvre. En novembre 2019, il co-signe une tribune avec dix autres députés LREM pour s’opposer aux mesures prévues par le gouvernement sur l’immigration concernant la santé, et notamment à la réduction de l'aide médicale d'État (AME), plaidant pour ne pas céder « à l’urgence et à la facilité ».
Il annonce quitter LREM en mars 2020, après la décision du gouvernement de recourir à l'article 49 alinéa 3 de la Constitution. Il reste membre du groupe comme apparenté avant de finalement participer à la constitution de l'éphémère groupe Écologie démocratie solidarité en mai 2020, dont il est porte-parole. Il quitte le parti le même mois.
En juin 2020, entre les deux tours des élections municipales à Lyon et des élections au conseil de la métropole de Lyon, il apporte son soutien aux têtes de liste EELV, Grégory Doucet et Bruno Bernard.
Le 29 janvier 2021, il annonce rejoindre Génération écologie (membre jusqu'en septembre 2023) dont il devient porte-parole,. Il soutient Delphine Batho, présidente du parti, pour la primaire présidentielle de l'écologie de 2021, puis devient porte-parole de Yannick Jadot pour l'élection présidentielle française de 2022 à la suite de la victoire de ce dernier à la primaire.
En novembre 2021, il s'oppose, aux côtés de l'avocat William Bourdon et de plusieurs victimes britanniques du régime émirati, à la candidature controversée du général Ahmed Naser Al-Raisi à la présidence d'Interpol.
Candidat à un nouveau mandat lors des élections législatives, cette fois sous la bannière de la Nouvelle Union populaire écologique et sociale (NUPES), il est réélu au second tour le 19 juin 2022 en obtenant 51,64 % des voix face à Loïc Terrenes, candidat de LREM.
En novembre 2022, il exerce son droit de visite avec les sénateurs Marie-Arlette Carlotti et Guy Benarroche pour rencontrer à Hyères les migrants arrivés en France à Toulon via l'Ocean Viking.
En février 2024, après de nouvelles publications dans la presse concernant des soupçons de corruption, il se retire du groupe parlementaire des écologistes, . Il siège alors comme non-inscrit.
Tourmenté par ces enquêtes et disposé à d'autres activités, il ne se représente pas aux élections législatives anticipées de 2024, à l'occasion desquelles il précipite son départ programmé de la vie politique pour se consacrer comme il le souhaitait de longue date à l'action comme bénévole dans des ONG en faveur de sa « passion secrète », les grands singes.
Son successeur est Boris Tavernier, du NFP.

### Autres activités
En 2018, il incarne un cadre d'En marche dans le film Neuilly sa mère, sa mère !, de son frère, Gabriel Julien-Laferrière.

## Controverses
En février 2022, lors d’une réunion de la Commission des affaires étrangères de l’Assemblée nationale, il fait la promotion d’un projet de cryptomonnaie douteux, le LimoCoin, mené par l'homme d'affaires camerounais controversé Émile Parfait Simb. L'intervention de Julien-Laferrière lui a été soufflée par le lobbyiste Jean-Pierre Duthion par le biais d'une émission de Radio France Internationale qui présentait cette monnaie comme un moyen de lutter contre la pauvreté. Duthion sera peu après mis en cause comme intermédiaire de l'officine Team Jorge (spécialisées dans la désinformation et qui s'est notamment vanté, devant des journalistes infiltrés, de manipuler le cours de cryptomonnaies). Hubert Julien-Laferrière reconnaît avoir « un peu déconné » et indique qu'il « aurai[t] dû [se] méfier plus ». D'après l'enquête de Mediapart, après la réélection de Julien-Laferrière en juin 2022, Duthion se prévaut de son soutien et de son influence à la commission des affaires étrangères, ce que le député dément fermement dans un communiqué publié le 21 février.
Le 28 septembre 2023, son bureau de l'Assemblée nationale, ainsi que son domicile, sont perquisitionnés dans une procédure impliquant aussi le lobbyiste Jean-Pierre Duthion et portant sur le délit de corruption de le cadre d'ingérence étrangère,. Le Monde observe qu'Hubert Julien-Laferrière « a tenu à plusieurs reprises des positions à rebours de celles de sa famille politique, mais alignées sur celles d’acteurs présumés du « Qatargate ». » Le lobbyiste Jean-Pierre Duthion, mis en examen pour corruption active et passive, présente Nabil Ennasri, un politologue, lobbyiste du Qatar et représentant de la confrérie des Frères musulmans en France, comme son « associé » entre 2018 et 2019.Les deux hommes ont fréquenté Hubert Julien-Laferrière. A l’issue de ces contacts, Hubert Julien-Laferrière prend publiquement position contre les Émirats arabes unis, le grand rival régional du Qatar, et publie en octobre 2021 une tribune avec 34 autres députés qui dénonce la « candidature de la honte » d'un général émirati accusé de torture à la présidence d'Interpol,.
Selon les informations de la cellule investigation de Radio France et du Monde, Nabil Ennasri percevait chaque mois 30 000 euros d’une ambassade du Qatar et du Conseil national des droits de l’Homme du Qatar, une organisation basée à Doha. Une partie de cet argent aurait permis de payer Jean-Pierre Duthion et une autre, Hubert Julien-Laferrière. Le député aurait ainsi perçu 5 000 euros mensuels, ainsi que quelques primes de plusieurs centaines d'euros pendant près d’un an,.
En mai 2024, la levée de son immunité parlementaire, qui permettrait son audition par le juge d'instruction, est en cours. Le même mois, le député prend pour la première fois la parole publiquement pour démentir formellement toutes les accusations de corruption et d’ingérence portées contre lui. Il réfute toute rémunération de lobbyistes et intervention au service d’intérêts étrangers, indiquant espérer être entendu par la Justice pour s’expliquer.
En juillet 2024, il est mis en examen pour « corruption passive » et « trafic d'influence passif en bande organisée par un élu public » dans le dossier d’ingérences étrangères.

## Détail des mandats et fonctions

### À l’Assemblée nationale
- 21 juin 2017 - 9 juin 2024 : député de la 2e circonscription du Rhône.

### Au niveau local
- juin 1995 - mars 2001 : conseiller municipal de Lyon et adjoint au maire du 9e arrondissement de Lyon, délégué à la culture.
- juin 1995 - mars 2001 : conseiller communautaire du Grand Lyon.
- 2001 - 2003 : adjoint au maire de Lyon.
- 2001 - 2003 : conseiller du Grand Lyon, délégué à la coopération décentralisée et à la solidarité internationale.
- 2003 - 2008 : maire du 9e arrondissement de Lyon et conseiller du Grand Lyon, délégué à la coopération internationale.
- 2008 - 2014 : vice-président du Grand Lyon, délégué à la coopération et la solidarité internationale.
- 2014 - 2017 : maire du 9e arrondissement de Lyon.
- 2014 - 2017 : vice-président de Grand Lyon Habitat.
- 2014 - 2017 : membre du conseil national des villes.